# Canebière

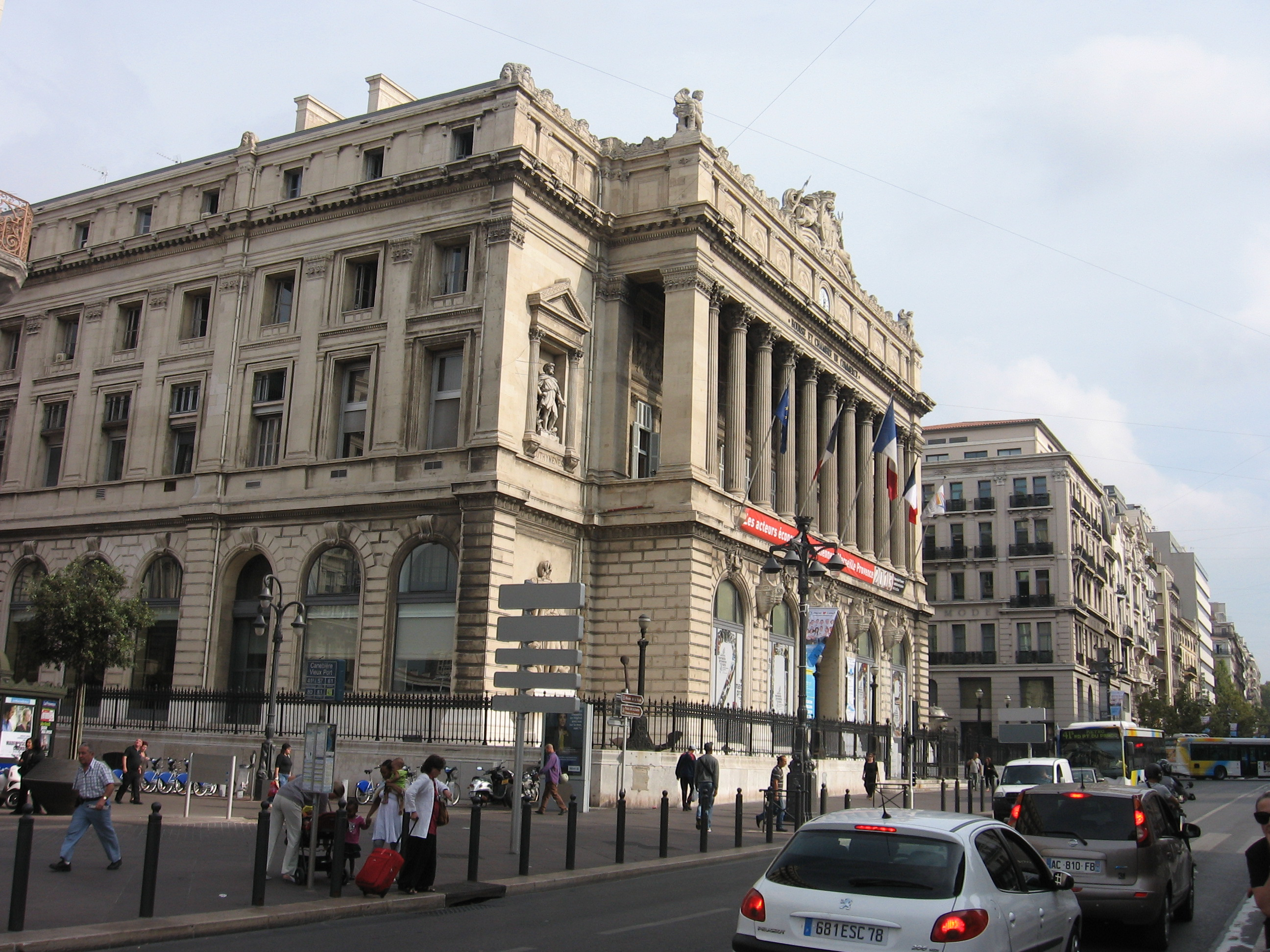
Canebière met Palais de la Bourse

Canebière is een straat in het centrum van de Franse stad Marseille. De straat is ongeveer een kilometer lang en loopt van de Vieux-Port naar de wijk Réformés.

## Gebeurtenissen
Alexander I van Joegoslavië werd hier op 9 oktober 1934 vermoord. De Franse minister Louis Barthou kwam hierbij ook om het leven.
Op 28 oktober 1938 werd de winkel Nouvelles Galeries door brand verwoest waarbij 75 mensen om het leven kwamen.

## Metrostations
Langs de weg bevinden zich twee metrostations van de metro van Marseille: Noailles (M2) en Vieux-Port (M1).

## Bouwwerken
Onder meer het Palais de la Bourse (Marseille) is langs de weg gelegen.